# Балей (місто)
Бале́й (рос. Балей) — місто, центр Балейського району Забайкальського краю, Росія. Адміністративний центр та єдиний населений пункт Балейського міського поселення.

## Населення
Населення — 12533 особи (2010; 14797 у 2002).